# فرودگاه لانگ آیلند مک‌آرتور
فرودگاه لانگ آیلند مک‌آرتور (به انگلیسی: Long Island MacArthur Airport) یک فرودگاه همگانی بهره‌برداری هوایی (۲۰۰۵) با کد یاتا ISP است که یک باند فرود آسفالت دارد و طول باند آن ۲۱۳۵ متر است. این فرودگاه در کشور ایالات متحده آمریکا قرار دارد و در ارتفاع ۳۰ متری از سطح دریا واقع شده است.

## شرکت‌های هواپیمایی و مقصدهای پروازی
MacArthur Airport currently has two concourses in one main terminal. Concourse A has 9 gates (A1L and A1-A8) and concourse B has multiple gates that board from the tarmac and two gates with jetways.

### مسافری
| شرکت‌های هواپیمایی | مقصدهای پروازی |
| ----------------- | --- |
| امریکن ایگل       | فیلادلفیا |
| فرانتیر ایرلاینز  | اورلاندو، ساوثوست فلوریدا (آغاز از ۵ اکتبر ۲۰۱۷), میامی (آغاز از ۵ اکتبر ۲۰۱۷), لوئیز آرمسترانگ نیو اورلنان (آغاز از ۶ اکتبر ۲۰۱۷)، تمپا (آغاز از ۵ اکتبر ۲۰۱۷), پام بیچ (آغاز از ۵ اکتبر ۲۰۱۷) |
| ساوت‌وست ایرلاینز  | ثرگود مارشال بالتیمور واشینگتن، فورت لادردیل–هالیوود، اورلاندو، تمپا، پام بیچ |

### باری
| شرکت‌های هواپیمایی                     | مقصدهای پروازی |
| ------------------------------------- | -------------- |
| فدکس اکسپرس اجرا توسط Wiggins Airways | بردلی          |